# 椎名舞 (アリスJAPAN)
椎名 舞（しいな まい、1978年12月30日 - ）は、日本のAV女優である。
静岡県出身。ファミーホームソフトの椎名舞とは別人。
デビュー時のボディサイズはT155/B90 (G-65) /W57/H85。 血液型：A型。　趣味：犬の散歩。 

## 略歴
1998年にデビューした。
1998年4月に『Perfume』（アリスJAPAN）でAVデビュー。
Gカップながら張りのある美乳と、W57という引き締まったウエストラインの見事なボディスタイルを持ち、巨乳ファンを中心に熱烈な支持を獲得した。
アニメの声優を思わせるロリ声も特徴。AV作品はいずれもジャパンホームビデオ系列のレーベルから発売されて大ヒットを記録し、1990年代後半における同社の看板女優となった。1998年には出演作品の『制服人形 コスプレドール』、『悦楽女尻』がアリスJAPAN年間売り上げ2位、3位となっている。
1999年に引退。

## 作品

### アダルトビデオ（オリジナル作品）
- Perfume（1998年4月24日、アリスJAPAN KA-1878）※デビュー作
- ビタミンG（1998年5月29日、アリスJAPAN KA-1883）
- 愛しのエンジェルパイ（1998年6月26日、アリスJAPAN KA-1888）VHS
  - 愛しのエンジェルパイ（1999年3月19日、アリスJAPAN DV-007）DVD
- Change（1998年7月24日、アリスJAPAN KA-1890）
- 爆裂パイパニック（1998年8月21日、アリスJAPAN KA-1893）
- 逆ソープ天国（1998年9月11日、アリスJAPAN/バビロン KR-9079）
- 女尻（1998年10月20日、アリスJAPAN KA-1900）VHS
  - 女尻（1999年8月20日、アリスJAPAN DV-012）DVD
- 制服人形（コスプレドール）（1998年11月13日、アリスJAPAN KA-1903）
- レイプ狂い（1998年12月18日、アリスJAPAN KA-1907）
- バストビデオゴールド 11（1999年1月15日、アリスJAPAN/エロチカ KS-8259）
- 超淫獣伝説 3 椎名舞 草凪純（1999年2月26日、アリスJAPAN/バビロン KR-9093）VHS
  - 超淫獣伝説 3 椎名舞 草凪純（1999年7月23日、アリスJAPAN DV-011）DVD
- 新人看護婦 危ない密室（1999年3月19日、アリスJAPAN/バビロン KR-9096）
- 猥褻モデル（1999年5月14日、アリスJAPAN KA-1926）
- 椎名舞のBODY MANIA（ビーマニ）（1999年6月11日、アリスJAPAN KA-1931）
- 悪女伝説（1999年7月20日、アリスJAPAN/バビロン KR-9107）

### アダルトビデオ（主要編集作品）
- FOREVER エピソード 1（1999年9月17日、アリスJAPAN KA-1941）
  - FOREVER エピソード 2（1999年10月15日、アリスJAPAN KA-1945）
  - FOREVER エピソード 3（1999年11月12日、アリスJAPAN KA-1950）
- 逆ソープ天国 貸切スペシャル 3（1999年10月15日、アリスJAPAN KR-9113）全5名
- 女尻CLIMAX 3nd（1999年12月17日、アリスJAPAN KA-1955）全5名
- 逆ソープ天国 スペシャルエレクト 2（2000年1月21日、アリスJAPAN DV-017）全6名
- 女尻クライマックス 2（2000年7月21日、アリスJAPAN DV-028）全6名
- LOVERS BEST COLLECTION 2 完全保存版バストコレクション 椎名舞 小山内まみ 広菜れい 沢口あやね ほか（2000年7月28日、プラチナソフト LOD-002）多数出演
- アリスJAPAN 2001（2000年12月8日、アリスJAPAN DV-042）全24名
- Venus Re-mix Vol.3（2001年9月28日、アリスJAPAN ALT-003）全6名
- THEバストビデオゴールデン Best（2001年10月26日、アリスJAPAN KS-8483）全23名
- 危ない密室 120MIX（2002年1月15日、アリスJAPAN KR-9162）全8名
- 危ない密室スペシャル（2002年10月29日、アリスJAPAN DV-189）全8名
- ノーカット4時間!! 椎名舞（2004年2月13日、アリスJAPAN DV-324）…DVD：「Perfume」「ビタミンG」「愛しのエンジェルパイ」「Change」収録
- ノーカット4時間!! 椎名舞 2（2004年4月16日、アリスJAPAN DV-342）…DVD：「逆ソープ天国」「爆裂パイパニック」「制服人形」「女尻」収録
- ノーカット4時間!! 椎名舞 3（2004年6月11日、アリスJAPAN DV-361）…DVD：「猥褻モデル」「ビーマニ」「危ない密室」「悪女伝説」収録
- アリスJAPANプラス 巨乳アイドル4時間（2007年1月26日、アリスJAPAN DV-734）全12名
- アリスピンクファイル あの新基準モザイクで魅せる！椎名舞（2007年5月25日、アリスJAPAN PDV-002）
- アリスピンクファイル あの新基準モザイクで魅せる！椎名舞 2（2007年7月1日、アリスJAPAN PDV-013）
- アリスJAPAN SILVER プロデューサーが選んだ人気女優ベスト20［1986年～2000年］（2008年9月12日、アリスJAPAN DV-950）全20名
- アリスピンクファイル 椎名舞 3（2009年5月8日、アリスJAPAN PDV-069）
- 復刻 ビタミンG 椎名舞（2009年10月9日、アリスJAPAN PDV-083）
- 復刻 逆ソープ天国 椎名舞（2009年12月11日、アリスJAPAN PDV-090）
- アリスピンクファイル歴代人気女優20名 Part2（2011年8月26日、アリスJAPAN PDV-142）全20名
- 美少女AV女優の頂点 1990年代セレクション（2012年1月7日、オールアダルトジャパン AAJ-003）全24名
- Wキャストの殿堂 人気女優が奇跡の共演 麻倉憂 及川奈央 宝来みゆき 椎名舞 ほか（2012年5月13日、オールアダルトジャパン AAJ-024）多数出演
- レイプ狂い 凌辱の8時間（2012年11月23日、アリスJAPAN PDV-150）全15名
- 椎名舞BEST 2枚組8時間（2014年11月28日、アリスJAPAN PDV-170）※「Perfume」「ビタミンG」「愛しのエンジェルパイ」「女尻」「制服人形」「危ない密室」「猥褻モデル」「レイプ狂い」を収録
- 中高年男性に送る懐かしのアリスJAPANスター女優BEST（2018年12月13日、アリスJAPAN DVAJ-369）全20名
- アリスJAPAN35周年BEST（2019年7月13日、アリスJAPAN DVAJ-403）全32名

### イメージ作品
- おっぱいのワレメ [美少女EROS恋写館 42] （1998年7月、英知出版）